# 弗雷德里克鎮區 (伊利諾伊州斯凱勒縣)
弗雷德里克鎮區（英語：Frederick Township）是位於美國伊利諾伊州斯凱勒縣的一個行政鎮區。

## 地方資料
根據2010年美國人口普查的數據，弗雷德里克鎮區的面積為39.00平方千米，當中陸地面積為35.80平方千米，而水域面積為3.20平方千米。當地共有人口162人，而人口密度為每平方千米4.15人。